# Simion Coman
Simion Coman, romunski general, * 22. maj 1890, † 15. april 1971.